# Adanit
Adanit (IMA-Symbol Adn) ist ein sehr selten vorkommendes Mineral aus der Mineralklasse der „Oxide und Hydroxide“ mit der chemischen Zusammensetzung Pb2(Te4+O3)(SO4) und damit chemisch gesehen ein Blei-Tellurit mit zusätzlichen Sulfationen. Die Tellurite werden aufgrund ihrer chemischen Verwandtschaft zu den Oxidmineralen gezählt.
Adanit kristallisiert im monoklinen Kristallsystem und entwickelt bis etwa einen Millimeter lange, keilförmige bis blättrige Kristalle von hellbrauner (beige) Farbe bei weißer Strichfarbe. Das Mineral ist durchsichtig und zeigt auf den Oberflächen einen diamantähnlichen Glanz.

## Etymologie und Geschichte
Adanit wurde erstmals in Mineralproben entdeckt, die der Mineraliensammler und Micromounter Charles (Chuck) Adan im Bergwerk „North Star“ bei Mammoth (Bergbaubezirk Tintic) im Juab County des US-Bundesstaates Utah gesammelt hatte. Die Analyse und Erstbeschreibung erfolgte durch Anthony R. Kampf, Robert M. Housley, George R. Rossman, Hexiong Yang und Robert T. Downs, die das Mineral nach dessen Entdecker benannten. Adan wird von den Erstbeschreibern zudem als Entdecker der Typmineralproben von Pararaisait und Northstarit genannt.
Das Typmaterial des Minerals wird in der Mineralogischen Sammlung des Los Angeles County Museum of Natural History (LACMNH) unter den Katalog-Nr. 67505 (Holotyp) und R190033 (Cotyp) aufbewahrt.

## Klassifikation
Adanit wurde erst 2019 von der International Mineralogical Association anerkannt. Eine genaue Einordnung nach der 9. Auflage der Strunz’schen Mineralsystematik ist noch nicht bekannt. Auch in der Lapis-Systematik oder der vorwiegend im englischen Sprachraum gebräuchlichen Systematik der Minerale nach Dana ist das Mineral noch nicht aufgeführt. Aufgrund der chemischen Zusammensetzung kann das Mineral bei der Eingruppierung aber auf die Tellurite mit zusätzlichen Anionen, ohne H2O (Unterabteilung 4.JL) beschränkt werden.
Die von der Mineraldatenbank „Mindat.org“ weitergeführte Strunz-Klassifikation in der 9. Auflage (auch Strunz-mindat (2024) Classification) ordnet den Adanit dagegen in die Klasse der „Sulfate (einschließlich Selenate, Tellurate, Chromate, Molybdate und Wolframate)“ und dort in die Abteilung der „Sulfate (Selenate usw.) mit zusätzlichen Anionen, ohne H2O“ (englisch Sulfates (selenates, etc.) with additional anions, without H2O), genauer in die Unterabteilung „Mit ausschließlich großen Kationen“ (englisch With only large cations). Eine weitere Einordnung in eine bestimmte Gruppe wurde dort bisher nicht vorgenommen (vergleiche dazu auch gleichnamige Unterabteilung in der Klassifikation nach Strunz (9. Auflage)).

## Chemismus
Die ideale (theoretische) Zusammensetzung von Adanit (Pb2(Te4+O3)(SO4)) besteht aus einem Massenanteil von 60,405 Gew.-% Blei (Pb), 18,598 Gew.-% Tellur (Te), 16,324 Gew.-% Sauerstoff (O) und 4,673 Gew.-% Schwefel (S).
Die Analysen des Typmaterials ergaben allerdings zusätzlich geringe Fremdbeimengungen von Antimon (Sb) und Chlor (Cl), sodass sich eine empirische Zusammensetzung von Pb1,89Sb3+0,02Te4+0,98S6+1,04Cl0,02O6,98 ergibt. Dies entspricht einem Massenanteil von 58,90 Gew.-% Pb, 18,81 Gew.-% Te, 16,80 Gew.-% O, 5,02 Gew.-% S, 0,37 Gew.-% Sb und 0,11 Gew.-% Cl.

## Kristallstruktur
Adanit kristallisiert in der monoklinen Raumgruppe P21/n (Raumgruppen-Nr. 14, Stellung 2) a = 7,3830(3) Å; b = 10,7545(5) Å; c = 9,3517(7) Å und β = 111.500(8)° sowie vier Formeleinheiten pro Elementarzelle.

## Bildung und Fundorte
Die Typlokalität von Adanit besteht aus metamorphisiertem Kalkstein und Monzonit mit Gold-, Silber-, Blei- und Kupfer-Vererzungen, wo sich das Mineral in der Oxidationszone bildete. Das hellbräunliche Holotyp-Material fand sich hier in Paragenese mit einem noch unbekannten grünen Tellurmineral.
Außer an seiner Typlokalität im Bergwerk „North Star“ und den zugehörigen Bergehalden bei Mammoth im Juab County von Utah fand sich das Mineral bisher nur noch in der Grube „Joe“ (auch Schacht Joe, englisch: Joe Mine) im Bergbaubezirk Tombstone im Cochise County von Arizona (Stand 2022).